# Breiðdalsvulkan
Beim Breiðdalsvulkan (isl. Bezeichnung Breiðdalseldstöð) handelt es sich um einen großen nicht mehr aktiven Zentralvulkan in Island.

## Gestaltung der Gegend im Südosten Islands
Der Breiðdalsvulkan hat die Gegend rund um die Bucht Breiðdalsvík und den Fjord Berufjörður nachhaltig geprägt.
Seither haben ihn die Gletscher der Eiszeit stark abgeschliffen, so dass nur noch Ruinen des einstigen riesigen Berges zu sehen sind.
Dabei handelt es sich um die Berge im Hintergrund der Breiðdalsvík und vor allem um eine Kette von Rhyolithbergen, die die Nordseite des Berufjörður prägen. Die Namen der wichtigsten Gipfel, die heute noch alle mehr als 900 m über dem Meer liegen, sind von Westen nach Osten gesehen: Flögutindur, Smátindur, Röndólfur, Slöttur und Stöng.

## Vulkanische Aktivität vor ca. 7 Millionen Jahren
Vor etwa 7 Millionen Jahren, als die Ostfjorde Islands noch vulkanisch aktiv waren, machte sich der bedeutende Vulkan durch große Ausbrüche bemerkbar. Das ihm zugehörige Spaltensystem ist nach Norden ausgerichtet.
Der Berg muss die damalige Umgebung um etliche Hundert Meter überragt haben. Bei einem großen Ausbruch aber stürzte die Magmakammer in sich zusammen und hinterließ eine 600 m tiefe Caldera.
Ein bedeutender Ausbruch fand schon zu Beginn des Bestehens dieses Vulkans statt und produzierte ungeheure Mengen an ignimbritischen Ablagerungen durch in alle Richtungen, aber besonders nach Norden rasende Glutwolken. Dort bedeckten sie 430 km² mit Tuffgestein. Man kann sich das Geschehen ähnlich vorstellen wie den Ausbruch des Mount St. Helens in den USA 1980. Die Schichten sind noch heute zu sehen und 3 bis 15 m mächtig. Man erkennt sie leicht an der grünlichen Färbung des Gesteins.